# バレンシア州の旗

バレンシア州の旗

スペインのバレンシア州の旗（バレンシア語: Bandera del País Valencià, カスティーリャ語: Bandera de la Comunidad Valenciana）およびバレンシア市の旗は、「レアル・サニェーラ」Reial Senyera として知られており、伝統的なサニェーラ、黄色の地に赤の四本横縞に、さらに旗竿側に王冠を伴う青が全幅の1/4の長さで組み合わせている。これは、1982年7月1日に採用された。

簡略化